# امينو عبد الله
أمينو عبد الله (مواليد 7 يناير 1994) هو لاعب كرة قدم محترف غاني.